# Puig Duran
El Puig Duran és una muntanya de 1.019 metres que es troba al municipi de Ripoll, a la comarca catalana del Ripollès.